# Grenzgipfel
Il Grenzgipfel (4.618 m s.l.m.) è una vetta secondaria della Punta Dufour,  posta lungo la linea di confine tra l'Italia (comune di Macugnaga) e la Svizzera (comune di Zermatt).

## Descrizione
Affaccia su Macugnaga verso la cui parete est del Monte Rosa manda il proseguimento del crestone che la salda verso occidente alla vetta principale della Punta Dufour. Costituisce la cima più alta del Piemonte. Infatti pur non essendo inserita nella lista delle 82 Vette alpine superiori a 4000 metri, è ufficialmente registrata in quella delle 46 vette secondarie, dove vengono appunto riportate quelle elevazioni classificate come vette e non come meri punti quota di creste o crinali.